# Sulak
Sulak (in russo Сула́к?; in lingua cumucca: Солакъ) è un insediamento di tipo urbano della Russia situato nel Daghestan. Fa parte del distretto urbano della città di Machačkala (distretto Kirovskij).
L'insediamento è situato sulla riva sinistra del fiume Sulak, vicino alla sua foce nel Mar Caspio, 35 km a nord di Machačkala.